# تپه باغ احمد
تپه باغ احمد مربوط به سده ۹ تا ۱۳ ه است و در شهرستان تربت جام، روستای سمنگان واقع شده و این اثر در تاریخ ۱۶ اسفند ۱۳۸۴ با شمارهٔ ثبت ۱۴۳۰۴ به‌عنوان یکی از آثار ملی ایران به ثبت رسیده‌است.